# Nivel fizic
Nivelul fizic al Modelului OSI are rol ca  interfață fizică să transmită semnale electrice de la un dispozitiv la altul (printr-un canal de comunicație).
Nivelul fizic este responsabil pentru conversia și transmiterea efectivă a  semnalelor electrice sau optic între interlocutori, (adică transmiterea de biți prin un canal informatic). Serviciul lui este în general limitat la transmisia și recepția unui bit sau a unui tren de biți continuu (în special pentru medii-suport sincrone, cum sunt fibrele optice). Aceasta este în practică realizată de către circuite electronice specifice.
Normele de lucru pentru acest nivel este de aproximativ definit de:
- ISO 7498-1
- Specificat de standardul ISO 10022
- Specificat de recomandarea X211 CCITT.

În cazul rețelelor Ethernet, datele sunt transmise prin nivelul fizic printr-un PHYceiver.

## Caracteristici
Are 4 caracteristici importante:
- mecanice
- electrice
- funcționale
- procedurale

Nivelul fizic nu are nici un mecanism pentru determinarea semnificației biților pe care îi transmite sau îi primește, ci este preocupat exclusiv de caracteristicile fizice ale tehnicilor de transmitere a semnalelor electrice și/sau optice.

## Subnivele
Nivelul fizic se împarte în:
- PLS – Physical Signaling Sublayer (Subnivelul de semnalizare fizic)
- PMA – Physical Medium Attachement (Subnivelul de atașare la mediul-suport fizic)

### Subnivelul PLS
Este responsabil cu codificarea datelor ce sunt pasate în jetoane de la nivelul MAC la o stație ce transmite. Codificarea datelor impune transformarea biților în semnale electrice adecvate pentru transmisia jetoanelor mediului fizic propriu-zis. La stația de destinație, PLS decodifică semnalele recepționate și le transformă din nou în biți de date ce sunt pasați spre subnivelul MAC.

### Subnivelul PMA
Oferă servicii subnivelului PLS, realizând funcția de adaptare între subnivelul PLS și mediul de transmisie propriu-zis și definește caracteristicile unui mediu particular de transmisie.

## Standarde
- V.92
- Nivelul fizic IRDA - Infrared Data Association
- Nivelul fizic USB
- EIA RS-232, EIA-422, EIA-423, RS-449, RS-485
- Nivelul fizic Ethernet, incluzând 10BASE-T, 10Base2, 10Base5, 100BASE-TX, 100BASE-FX, 100BASE-T, 1000BASE-T, 1000BASE-SX etc.
- Varietăți a nivelului fizic a 802.11Wi-Fi
- DSL
- ISDN
- T1 și alte legături T-carrier, precum și E1 și alte legături E-carrier
- SONET/SDH
- OTN (Optical Transport Network)
- Nivelul fizic a interfeței radio GSM UM
- Nivelul fizic Bluetooth
- Recomandările ITU: a se vedea ITU-T
- Firewire
- Nivelul fizic TransferJet
- Etherloop
- Nivelul fizic G.hn/G.9960

## Echipament
- Adaptor de rețea
- Repetor
- Hub
- Modem
- Comutator